# Ducado de Coislin

Armas del Ducado de Coislin

El Ducado de Coislin fue un título nobiliario usado en Francia, a partir de 1663, por Armand du Cambout, 2º marqués de Coislin, Par de Francia, nieto paterno de un primo del Cardenal-Duque de Richelieu, y por sus descendientes.
El marquesado de Coislin, que en 1663 da origen al Ducado del mismo nombre, es erigido a partir de la reunión de los señoríos de Cambout, Coislin y de Quilly, del señorío de Campbon y de la baronía de Pontchâteau, y creado a favor de Charles du Cambout, barón de Pontchâteau, primo directo del Cardenal Richelieu, en 1634, como recompensa por los servicios de su hermano y de su ayuda en la captura en 1634 y aniquilamiento en 1635 de su yerno, impuesto por el poderoso primer ministro, el Duque de Puylaurens. 
Todos los duques de Coislin fueron pares de Francia.

## Barones de Pontchâteau
- François du Cambout, cerca de (1542-12.10.1625), señor de Cambout, de Merionec, de Chef-du-Bois, de Beçay, consejero de Estado, Privado del rey de Francia, caballero de la Orden de San Miguel de Francia, gran-cazador de Francia, reformador de las aguas y florestas de la Bretaña, capitán y gobernador de la ciudad y del castillo de Nantes, camarero del Duque de Alençon, gentilhombre de la cámara real. Primer barón de Pontchâteau en su familia, compró esta baronía en 1586 a Charles de Chambes, conde de Montsoreau, por la cual prestó preito y menagem al rey de Francia en 1599.
- Henry du Cambout, murió joven, 2º barón de Pontchâteau, hijo del anterior.
- François du Cambout ( † 1650), hijo del 1º marqués de Coislin, abajo, destinado a la vida eclesiástica, desistió y fue después 4º barón de Pontchâteau. Se partió un hombro en el cerco de Aire, en 1641, plaza en la que murió su hermano.

## Marqueses de Coislin
- Charles du Cambout (1577 - castillo de Coislin † 4 de marzo de 1648 - castillo de La Brétesche, sepultado en la iglesia de Missillac),

hermano del anterior, señor y después 1º marquês de Coislin, 3º barón de Pontchâteau,  barón de La Roche-Bernard, señor de Cambout, Quilly, Launequien, Bossignol, Blais, y Chef-du-Bois, consejero de Estado y privado del Rey, caballero de la Orden del Espíritu Santo, gobernador de la villa y del castillo de Brest, lugarteniente de la Baja-Bretaña, presidente de la Asamblea de la Nobleza Brest en su calidad de barón de aquella  provincia en 1624, diputado por la Nobleza a los Tres Estados (Cortes) de la Bretaña en 1625, etc.
- Pierre-César du Cambout (c. 1613 - † 28 de julio de 1641 - en el castillo de Aire), 2º marqués de Coislin, conde de Crécy, coronel de los Guardias Suizos y Grisos, lugarteniente de los Ejércitos Reales. Se señaló en varias ocasiones, principalmente en el pasaje del Reno en Mogúncia, en la retirada de Veudres, y en las tomas de Hesdin y de Arras.

## Duques de Coislin

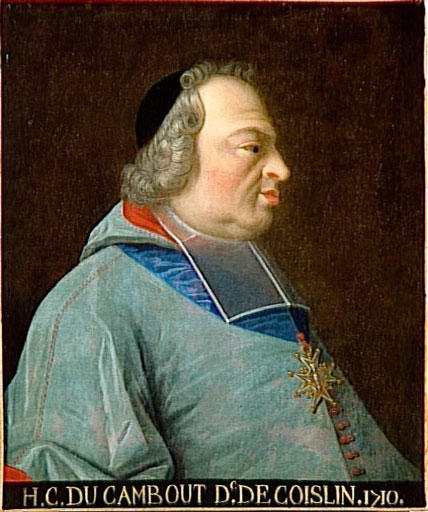
Henri-Charles du Cambout (1664-1732), III duque de Coislin, obispo de Metz.

- Armand du Cambout (París, 1.09.1635-16.09.1702), 3º marqués y, posteriormente, 1º duque de Coislin (por la unión en 1665 del marquesado de Coislin con el condado de Crécy y el señorío de Brignan), con honras de Par de Francia, conde de Crécy, 5º barón de Pontchâteau, barón de La Roche-Bernard, señor de Brignan, general de campo de la Caballería ligera francesa, lugarteniente de los Ejércitos Reales en la Baja Bretaña, Prevot de París, miembro de la Academia Francesa en 1652, decano de la misma, caballero de la Orden del Espíritu Santo, hijo del anterior.
- Pierre du Cambout (23.08.1655 - 7.05.1710) - 2º duque de Coislin, Par de Francia, miembro de la Academia Francesa (1702-1710), hijo del anterior. Casado sin sucesión.
- Henri-Charles du Cambout (1664-1732), Obispo-Príncipe de Metz, príncipe del Sacro Imperio, 3º duque de Coislin, Par de Francia, barón de La Roche-Bernard, conde de Crécy, caballero de la Orden de San Juan de Jerusalén, esmoler-mor del Reino, comendador de la Orden del Espíritu Santo, miembro de la Academia Francesa, presidente de los Estados de la Bretaña, hermano del anterior.
- A la muerte del 3º duque de Coislin, el ducado fue desglosado. La baronía de Pontchâteau fue entonces vendida por los herederos del obispo de Metz el 30 de diciembre de 1743 a Luis José, 2º conde de Menou.